# 1-Methylinosin
1-Methylinosin (m1I) ist ein seltenes Nukleosid und kommt in der tRNA vor. Es besteht aus der β-D-Ribofuranose (Zucker) und dem 1-Methylhypoxanthin.
Aufgrund der Methylierung in der 1-Position ist eine Basenpaarung nicht möglich. Es sitzt beispielsweise in der tRNAAla im Anticodon-Arm. In Backhefe wird die Umwandlung von Alanin in Inosin in der tRNAAla an Position 37 durch die tRNA-spezifische Deaminase Tad1p katalysiert und anschließend durch ein anderes Enzym methyliert.

Eine tRNA^{Ala} aus S. cerevisiae. 1-Methylinosin ist hier mit m^{1}I gekennzeichnet.